# Audi Q8
La Q8 est un SUV coupé haut de gamme produit par le constructeur automobile allemand Audi à partir de  octobre 2018. Le Q8 est un concurrent des Lamborghini Urus, BMW X6, Mercedes-Benz Classe GLE ou Range Rover Sport.

## Présentation

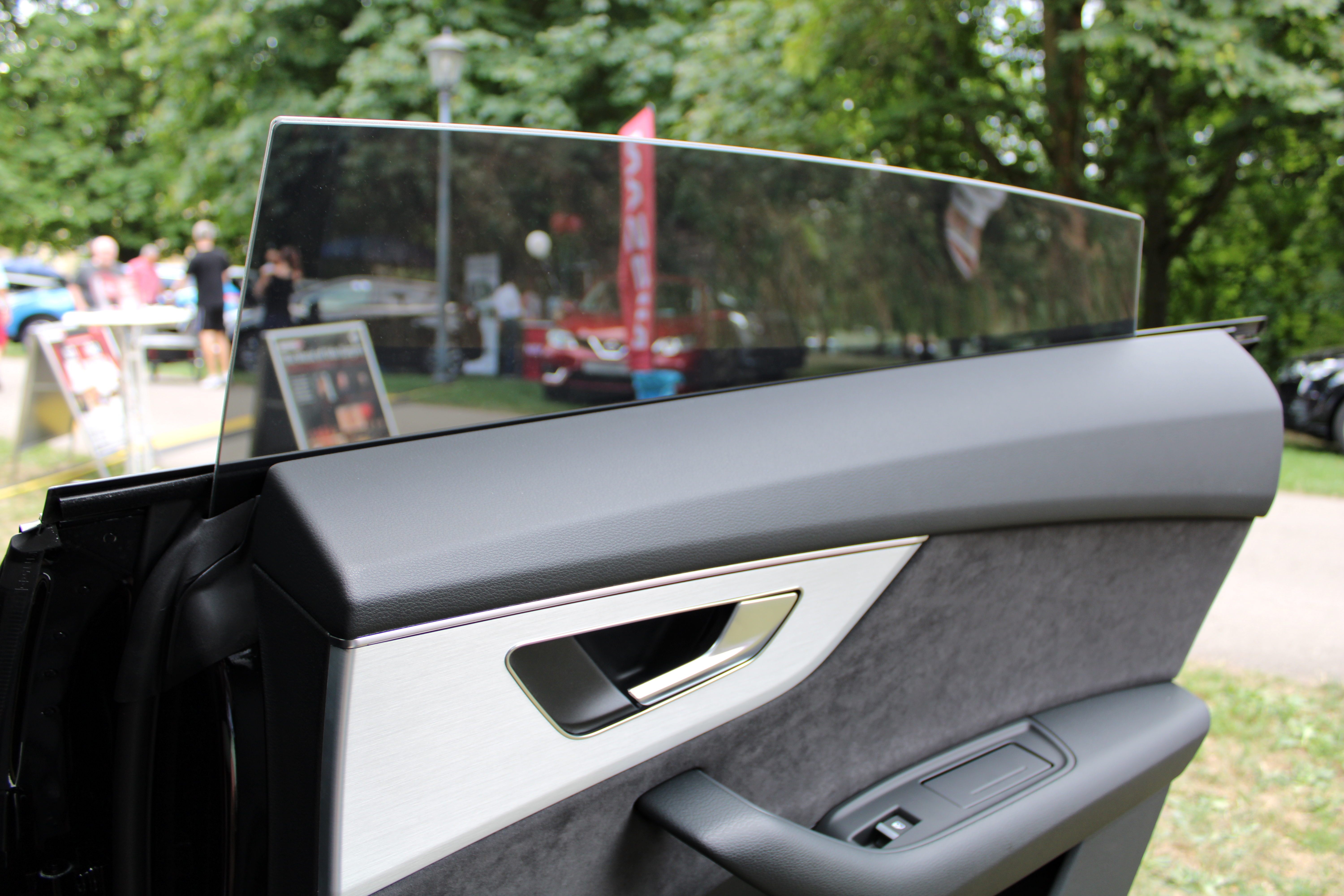
Les vitres latérales sans cadre sont inhabituelles pour un SUV.

Un premier concept car est présenté en janvier 2017 au salon international de l'automobile d'Amérique du Nord sous le nom d’Audi Q8 Concept. En mars 2017, un autre concept car au design similaire a été présenté au Salon international de l'automobile de Genève sous la forme de l’Audi Q8 Sport Concept.
Audi présente le Q8 de série le 5 juin 2018 lors d'un événement spécial à Shenzhen en Chine. Il fait ensuite sa présentation européenne au Mondial Paris Motor Show 2018. Il est arrivé sur le marché en juillet 2018, initialement avec un moteur diesel de trois litres d’une puissance maximale de 210 kW (286 ch).
En juin 2019, Audi a présenté une version plus puissante de la gamme avec le SQ8. Il est propulsé par le moteur diesel V8 de quatre litres et 320 kW (435 ch), familier, du SQ7. Le véhicule est en vente depuis juillet 2019. Pour l’automne 2020, Audi a également annoncé un SQ7 avec un moteur essence de 373 kW (507 ch).
La production du moteur diesel V8 de quatre litres sera arrêtée fin 2020. Le moteur diesel V8 de quatre litres ne peut plus être commandé dans le configurateur Audi.
Au Salon de l'automobile de Los Angeles de novembre 2019, Audi a présenté le RS Q8 propulsé avec le même moteur que le RS6 Avant.
En octobre 2020, le Q8 est présenté avec deux versions hybrides rechargeables.
Il reçoit la nouvelle calandre « Space Frame », plus horizontale et octogonale que la « Single Frame » qu'elle remplace et personnalisable en noir, gris ou couleur carrosserie.

### Phase 2
La version restylée du Q8 est présentée en septembre 2023 au salon de l'automobile de Munich.

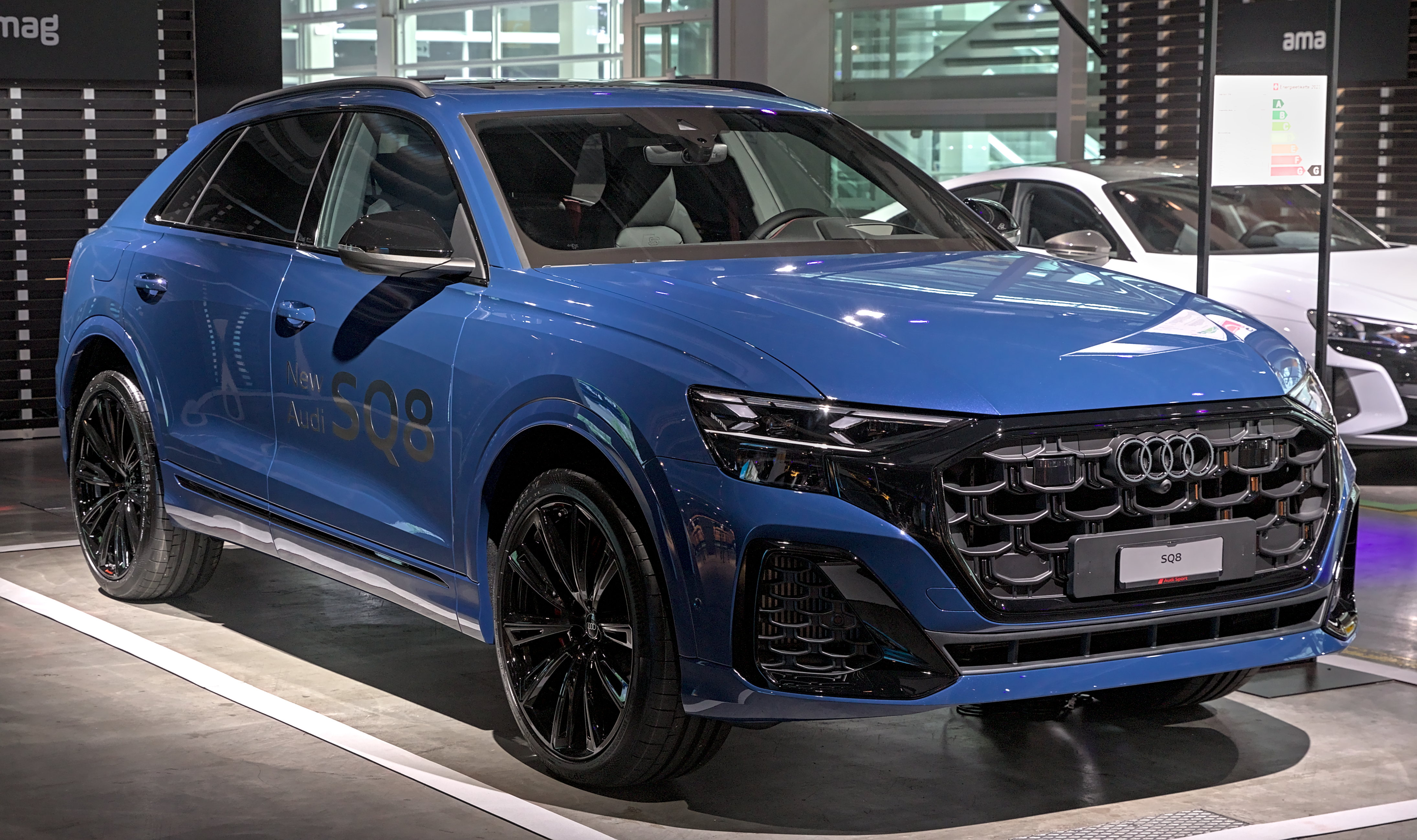
Vue de 3/4 avant.
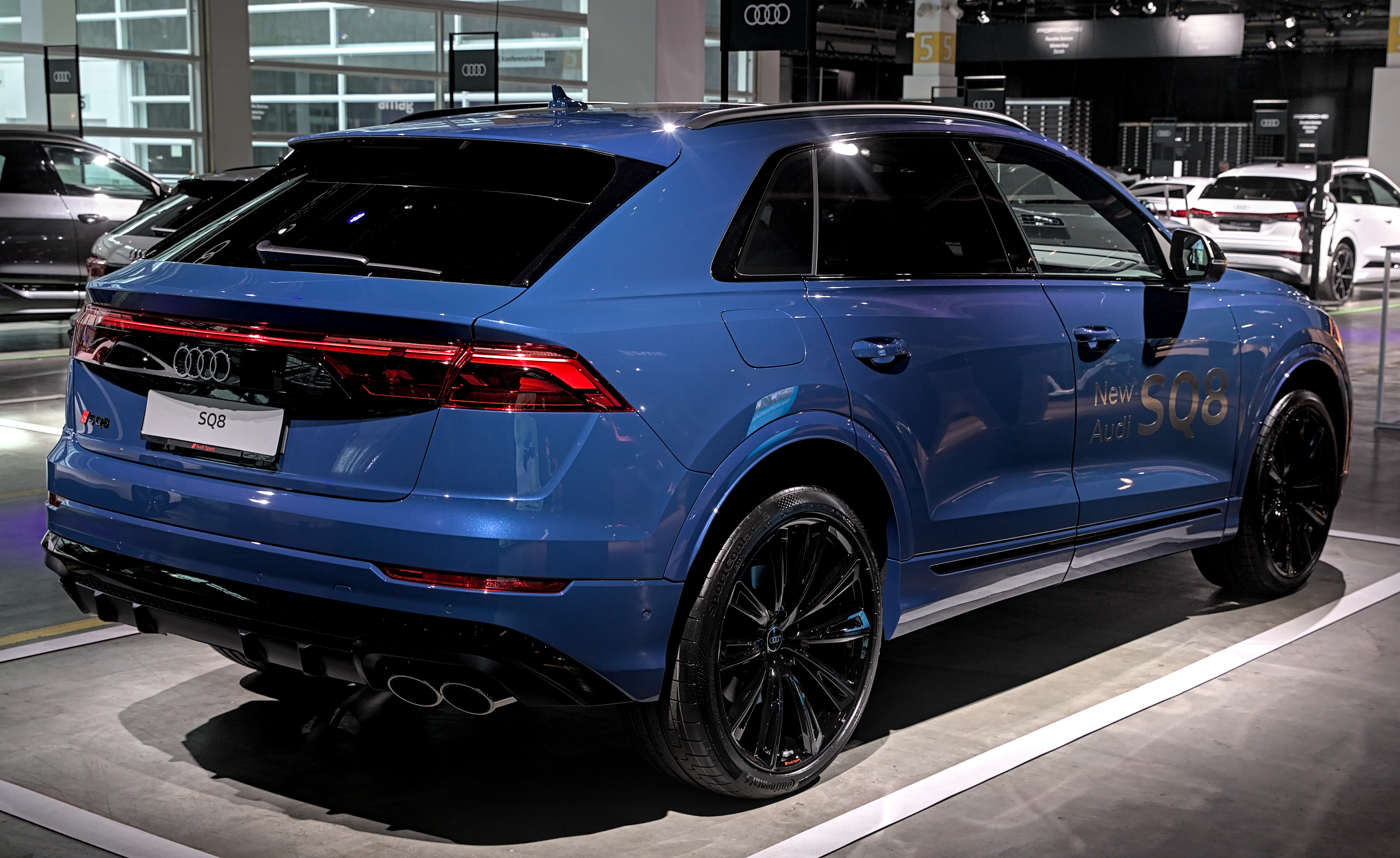
Vue de 3/4 arrière.

## Caractéristiques techniques
Le Q8 repose sur la même plateforme technique MLB Evo que les autres SUV de luxe du groupe Volkswagen (Volkswagen Touareg III, Porsche Cayenne 9YA, Bentley Bentayga, Lamborghini Urus et Audi Q7 4M). Comme eux, il offre un empattement de 2 996 mm.
Le Q8 est 7 cm plus court que le Q7 II mais 2,7 cm plus large. La carrosserie du Q8 est environ 40 mm plus basse que celle du Q7, il peut être équipé de roues avec un diamètre de jante allant jusqu’à 22 pouces et il a un coefficient de traînée de 0,34 ; sa surface frontale est de 2,84 m² (en exemple de comparaison, la surface frontale de la Volkswagen Golf VII est de 2,19 m²).
Moyennant un supplément, les fenêtres latérales peuvent être équipées d’un double vitrage ("vitrage acoustique").
Il peut être équipé de 39 systèmes d’assistances à la conduite, développé en partenariat avec NVidia. Un scanner laser est également utilisé pour cela.
Le SUV coupé reçoit la transmission intégrale Quattro et peut recevoir en option les quatre roues directrices, les deux roues arrière s'orientent jusqu'à 5°, dans le sens antagoniste à faible allure, et dans le même sens pour les vitesses plus élevées. Il est équipé de série de l'amortissement piloté et peut optionnellement recevoir la suspension pneumatique à trois chambres qui fait varier la fermeté d'amortissement en continu ainsi que la hauteur d'assiette sur 9 cm faisant progresser la garde au sol jusqu'à 25,4 cm maximum. Les phares Matrix font aussi partie de la liste d'option.
Il n'est disponible qu'en version cinq-places, sa courbure de toit ne permettant pas d'ajouter une troisième rangée de sièges, le pendant familial étant réservé au Q7 qui peut disposer de sept places. Le Q8 est toutefois muni d'une banquette arrière coulissante sur 10 cm.
L'Audi Q8 reçoit une instrumentation 100 % numérique, le « virtual cockpit », composée d'un écran de 12,3 pouces ainsi que deux écrans tactiles de 10,1 et 8,6 pouces sur la console centrale, l'un pour l'info-divertissement et la navigation, l'autre pour la climatisation.

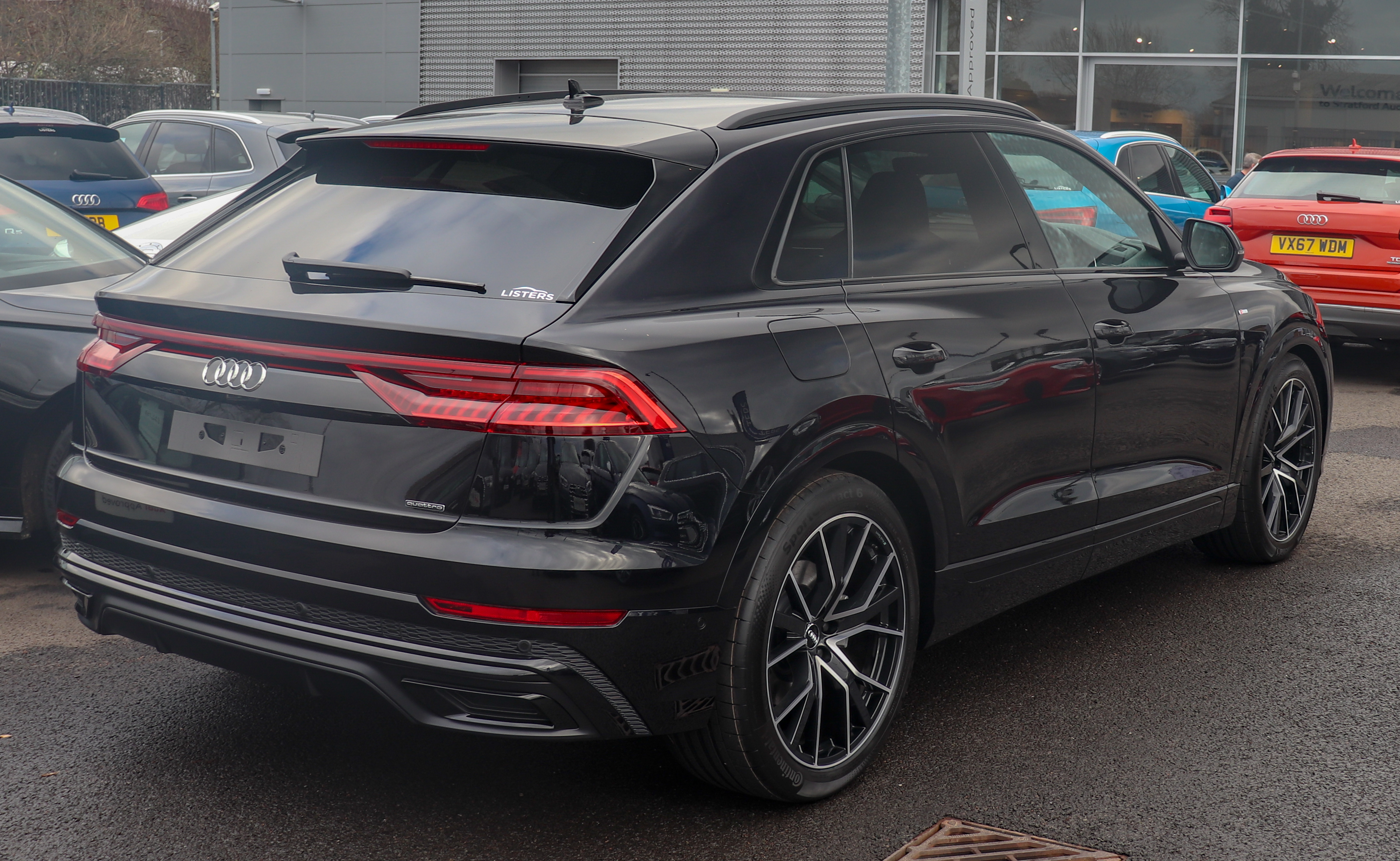
Vue arrière
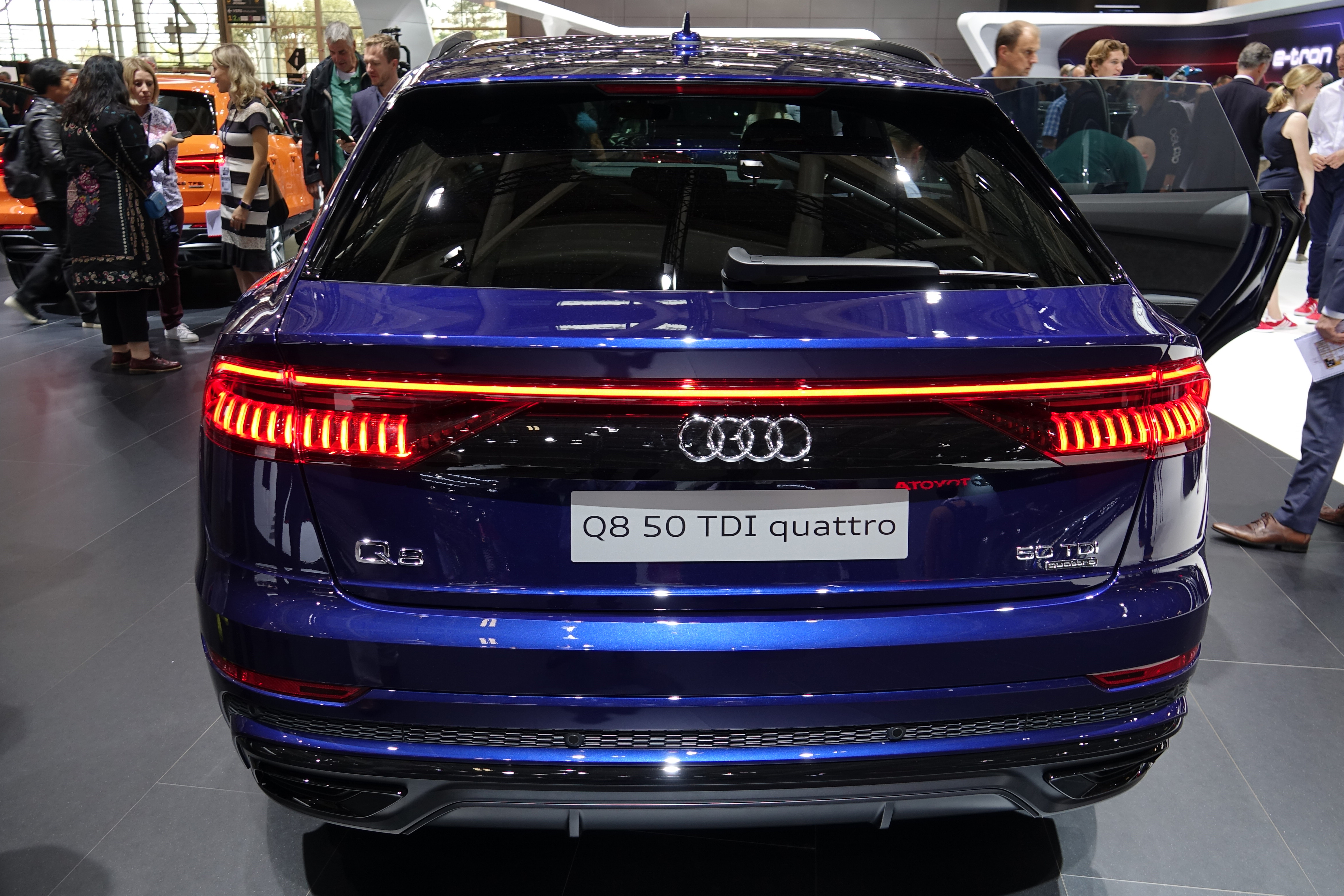
Vue arrière
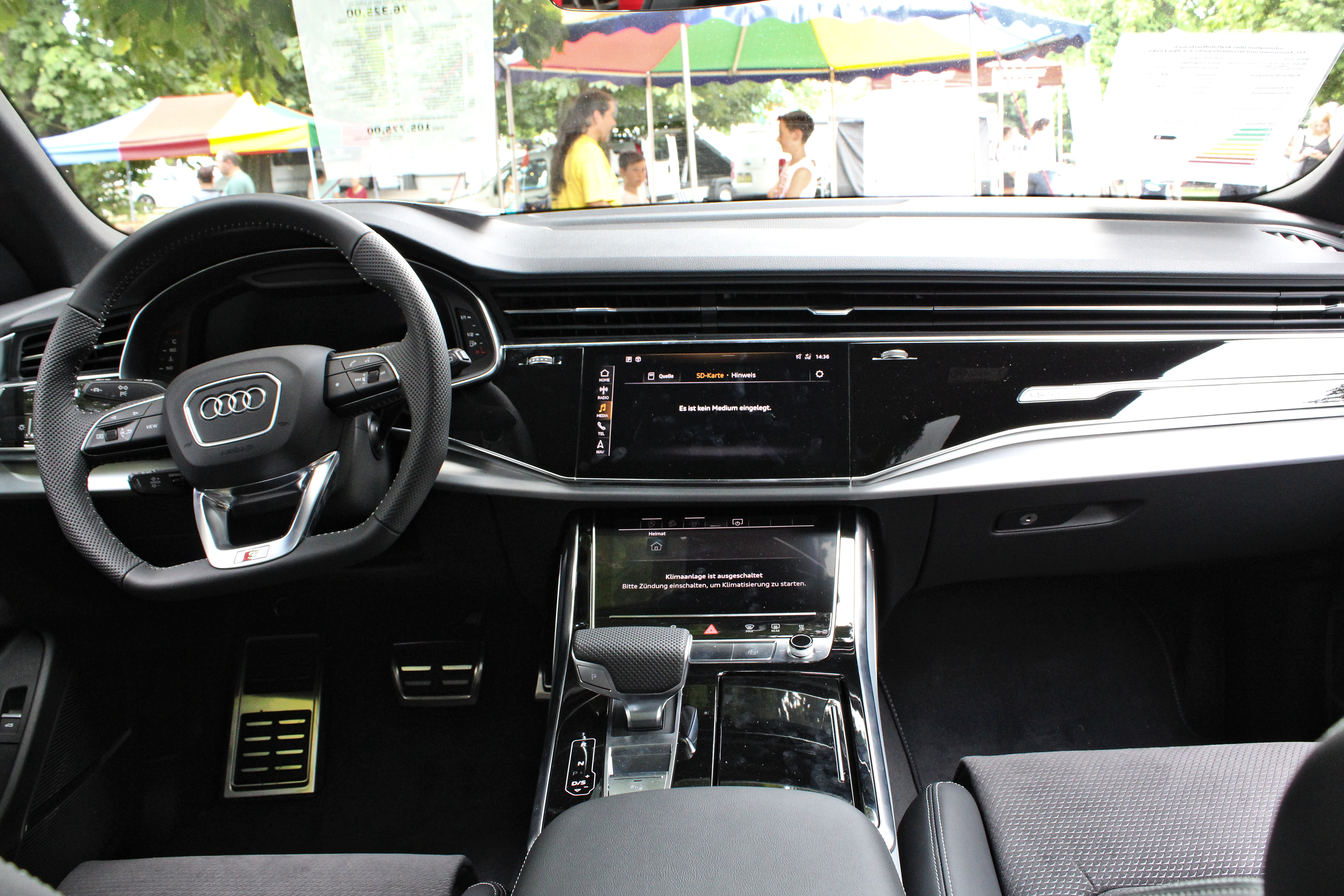
Intérieur
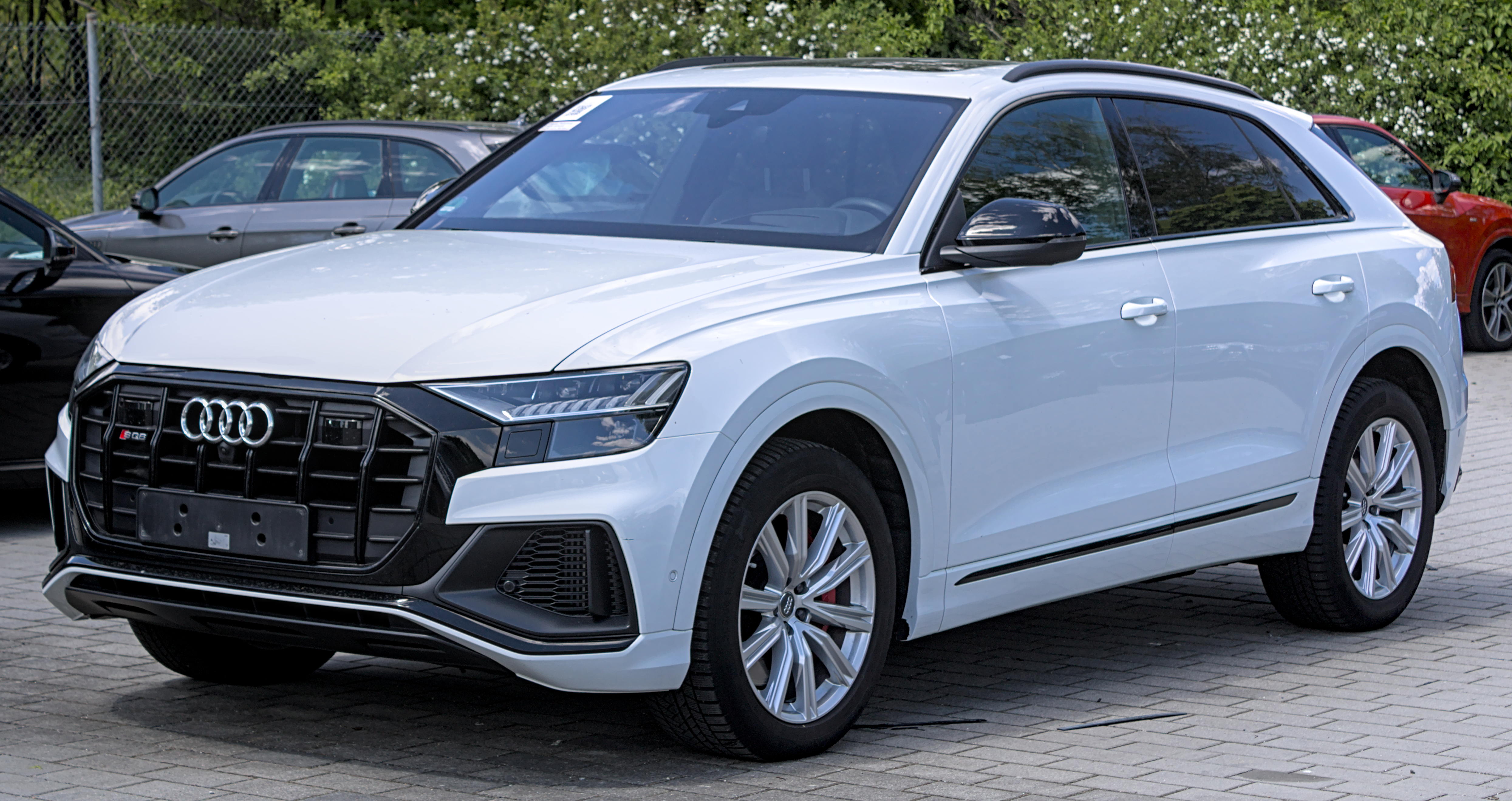
Audi SQ8 (depuis 2019)
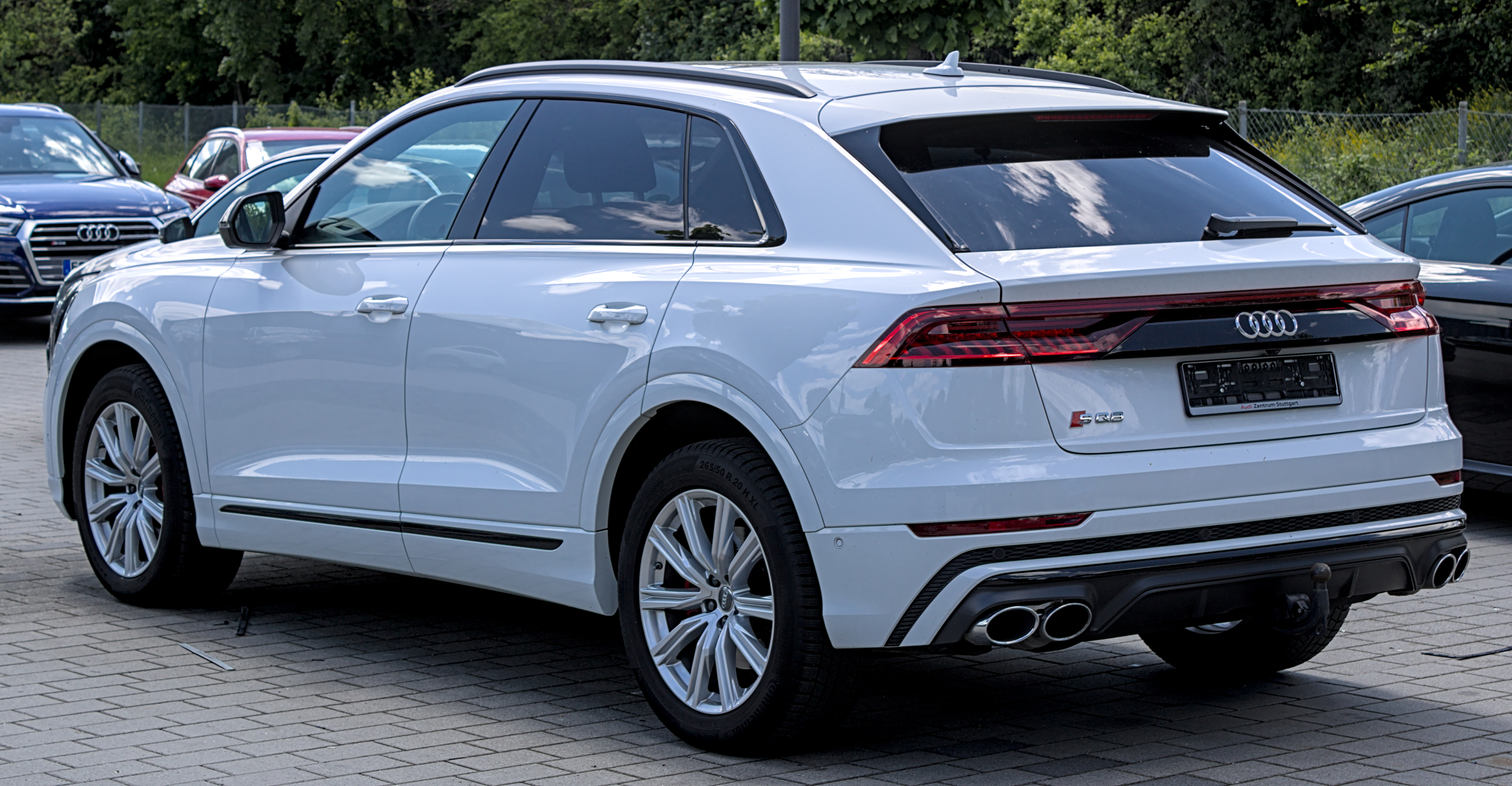
Vue arrière
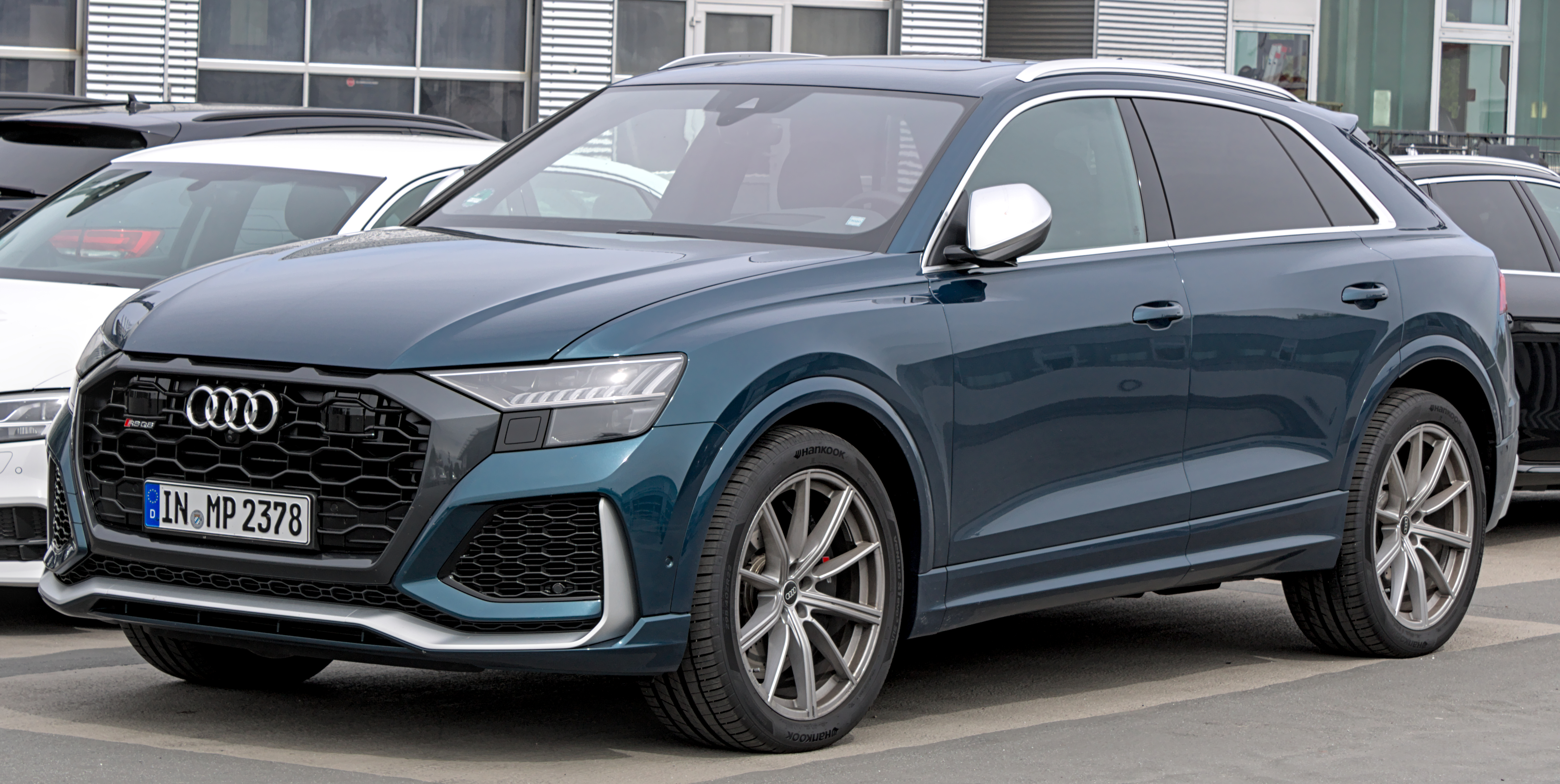
Audi RS Q8 (depuis 2019)
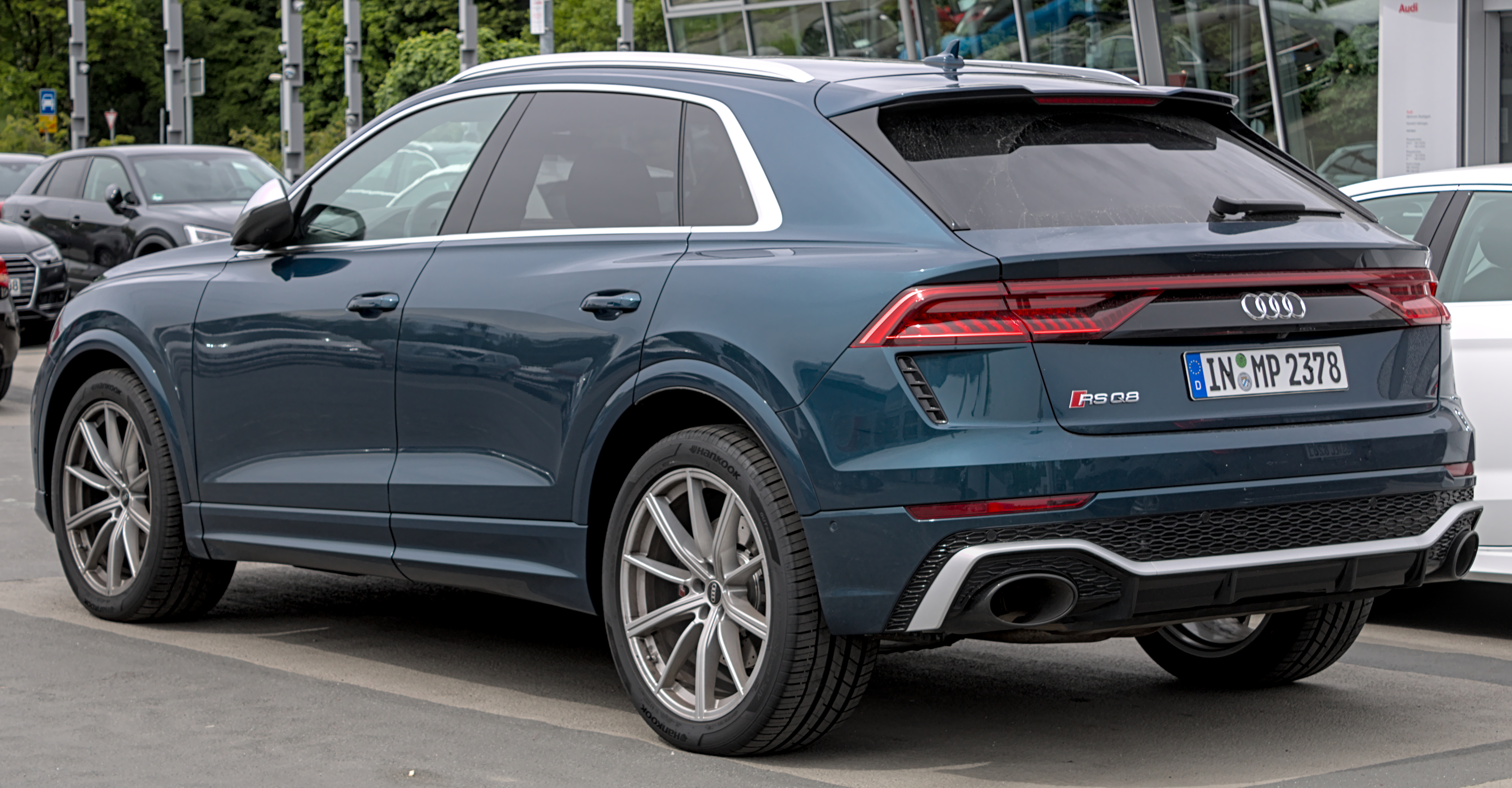
Vue arrière
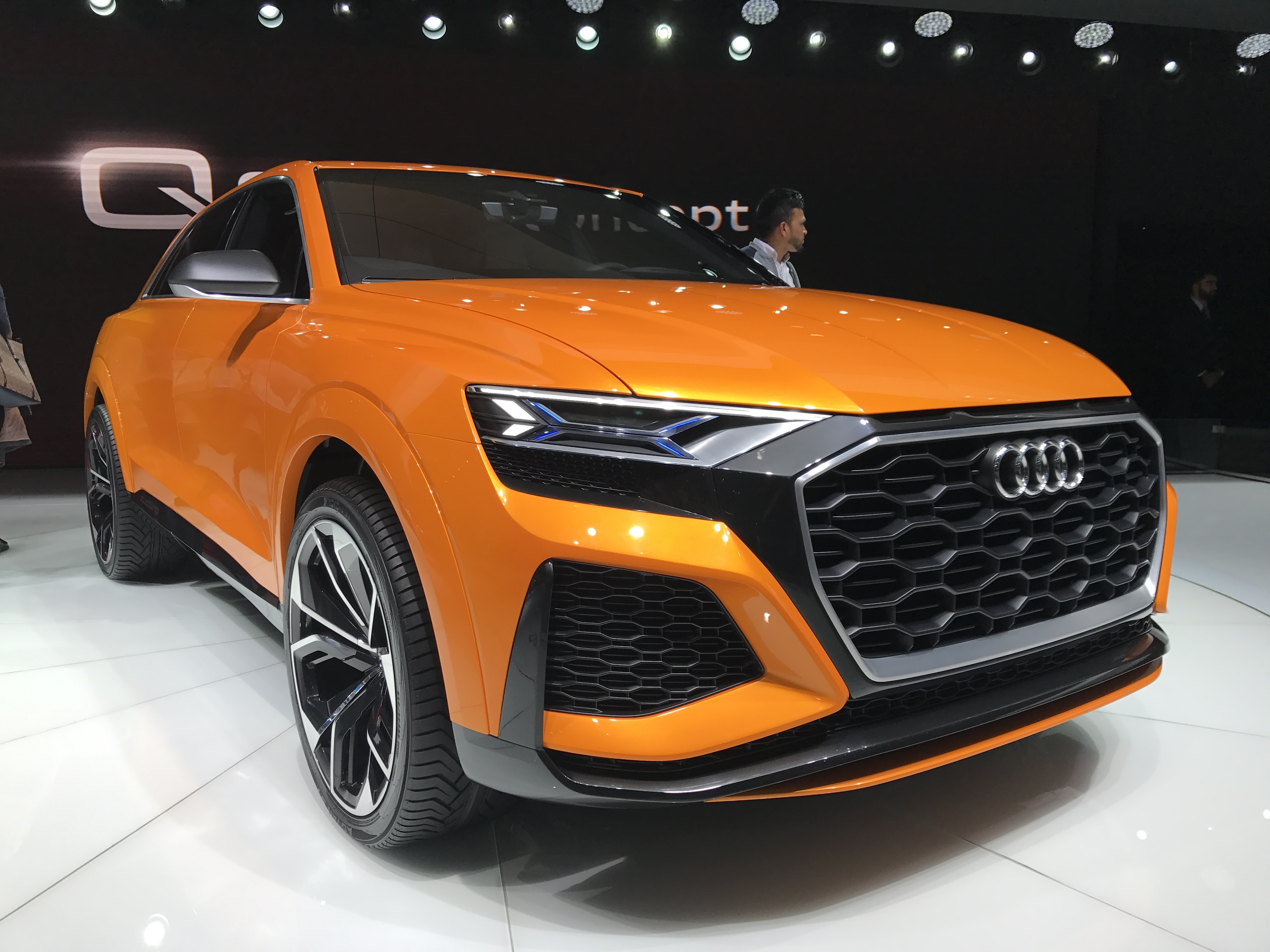
Audi Q8 Sport Concept au Salon international de l'automobile de Genève 2017
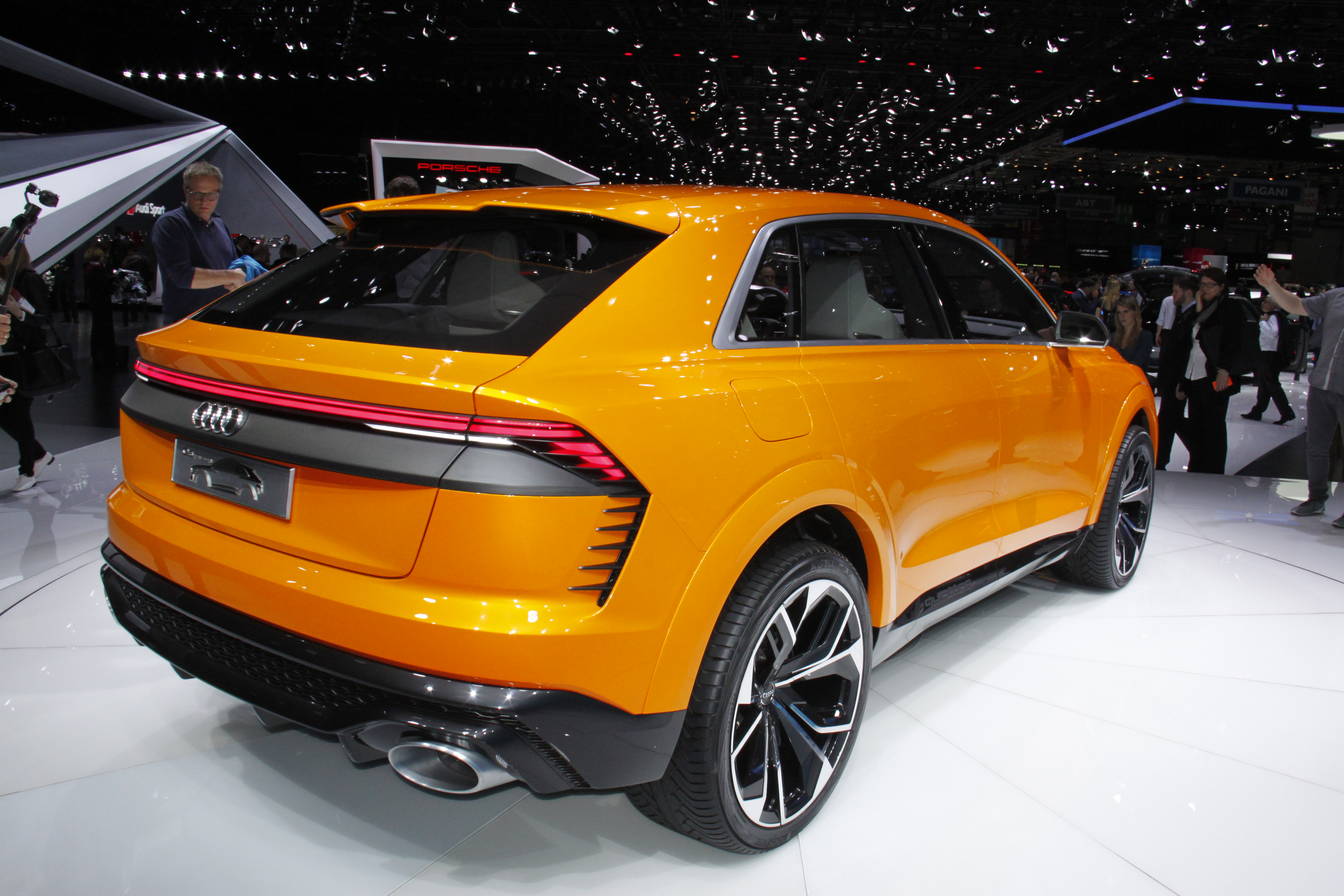
Q8 Sport Concept, vue arrière

### Motorisations
Au lancement, le Q8 est équipé d'une unique motorisation 50 TDI de 286 ch, avant de recevoir les 55 TSI et 45 TDI au début 2019. Le 50 TDI et le SQ8 sont muni d'une d'hybridation légère MHEV composé d'un alterno-démarreur, alimenté par un réseau 48 volts, et une batterie lithium-ion de 10 Ah, qui fonctionne sous 22 km/h ou permet d’évoluer en roue libre entre 55 et 160 km/h. Avec une puissance de récupération de 12 kW, le système de 48 V permet d’économiser jusqu’à 0,7 litre de carburant aux 100 kilomètres. Le SQ8 est équipé d'un moteur diesel pour l'Europe et essence dans le reste du monde.
| Logo de Audi                                         | Q8 55 TSI              | SQ8                    | RSQ8                        | Q8 45 TDI              | Q8 50 TDI              | SQ8                    |
| ---------------------------------------------------- | ---------------------- | ---------------------- | --------------------------- | ---------------------- | ---------------------- | ---------------------- |
| Carburant                                            | Essence                | Essence                | Essence                     | Diesel                 | Diesel                 | Diesel                 |
| Moteur                                               | 6-cylindres en V       | 8-cylindres en V       | 8-cylindres en V            | 6-cylindres en V       | 6-cylindres en V       | 8-cylindres en V       |
| Cylindrée (cm3)                                      | 2 995                  | 3 996                  | 3 996                       | 2 967                  | 2 967                  | 3 956                  |
| Puissance maximale ch (kW)                           | 340 (250)              | 500 (368)              | 600 (441)                   | 231 (170)              | 286 (210)              | 435 (320)              |
| au régime de (tr/min)                                | 5 000                  |                        | 6 000                       | 3 250 à 4 750          | 3 500 à 4 000          |                        |
| Couple maximal (N m)                                 | 500                    | 770                    | 800                         | 500                    | 620                    | 900                    |
| au régime de (tr/min)                                | 1 370                  |                        | 2 200 à 4 500               | 1 750 à 3 250          | 2 250 à 3 250          | 1 250 à 3 250          |
| Boîte de vitesses                                    | Tiptronic à 8 rapports | Tiptronic à 8 rapports | Tiptronic à 8 rapports      | Tiptronic à 8 rapports | Tiptronic à 8 rapports | Tiptronic à 8 rapports |
| Vitesse maximale (km/h)                              | 250                    |                        | 250 ou 305 (pack Dynamique) | 233                    | 245                    | 250                    |
| 0-100 km/h (s)                                       | 5,9                    | 4,3                    | 3,8                         | 7,1                    | 6,3                    | 4,8                    |
| Consommation (en ℓ/100 km) urbain/extra-urbain/mixte | 7,7/9,1/11,6           |                        |                             | 6,4/6,7/7,2            | 6,5/6,8/7,3            |                        |
| Masse à vide (kg)                                    | 2 170                  |                        | 2 390                       | 2 220                  | 2 220                  |                        |
| Émissions de CO2 (g/km)                              | 202 à 207              |                        | 277                         | 169 à 176              | 172 à 179              |                        |

## Finitions
Quatre finitions sont disponibles sur le SUV coupé : Q8 de base, S line, Avus et Avus Extended.
- Q8 (base) :
  - Alerte de franchissement de ligne ;
  - Audi virtual cockpit ;
  - Climatisation bi-zone ;
  - Freinage automatique d'urgence ;
  - Hayon de coffre électrique ;
  - Phares Full LED ;
  - Sièges électriques ;
  - Système audio à dix haut-parleurs ;
  - Système de navigation MMI avec écran de 10,1".

- Q8 S Line (Base +) :
  - Calandre et jantes spécifiques ;
  - Caméra de recul ;
  - Fonctionnalités Android Auto et Apple CarPlay ;
  - Sièges sport ;
  - Suspension adaptative ;
  - Volant sport.

- Q8 Avus (S Line +) :
  - Affichage tête haute ;
  - Caméra de recul ;
  - Climatisation quatre-zones ;
  - Jantes de 20 pouces ;
  - Lave-phares ;
  - Sièges chauffants ;
  - Vitrage acoustique ;
  - Volant électrique.

- Q8 Avus Extended (Avus +) :
  - Banquette arrière « plus » ;
  - Jantes de 21 pouces ;
  - Phares Matrix LED ;
  - Sellerie cuir ;
  - Sièges massants ;
  - Suspension adaptative ;
  - Système audio Bang & Olufsen 17 haut-parleurs (730 W) ;
  - Volant chauffant.

## Versions

### SQ8
En juin 2019, Audi dévoile la version sportive SQ8 de son SUV coupé, motorisée par le même V8 Diesel de 4 L que son cadet le SQ7 et son cousin le Bentley Bentayga, commercialisé pour le salon de Francfort.
Le SQ8 est équipé d'un système hybride léger 48 volts, comprenant un alterno-démarreur et une batterie lithium-ion, de quatre roues motrices et directrices, d'un différentiel sport et de barres stabilisatrices.

Aujourd'hui l'Audi SQ8 n'est plus disponible qu'en Essence avec le moteur 4.0 V8 TFSI quattro de 507ch.

### RSQ8
En novembre 2019, Audi présente la version « RS » de son Q8. Le V8 TFSI de 4 litres développe 600 chevaux pour un couple de 800 N m. La transmission est assurée par une boîte de vitesses Tiptronic à huit rapports. Il reçoit également une micro-hybridation.
En 2022, le préparateur ABT commercialise une version Signature Edition du RS Q8. Celle-ci est disponible en 96 exemplaires. Ce modèle reçoit un V8 biturbo d'une puissance de 800 ch avec un couple de 1 000 N m. Cette version Signature Edition reçoit un kit carrosserie en fibre de carbone ainsi que des jantes spécifiques de 23 pouces. Le 0 à 100 km/h est ainsi réalisé en 3,2 secondes et la vitesse maximale atteint 315 km/h.
En 2024, le RS Q8 se dévoile dans sa version restylée et dans sa version Performance dotée du V8 de 640 ch.

## Chiffres de production
Depuis le lancement sur le marché en 2018 et jusqu’en décembre 2021 inclus, un total de 18 818 Audi Q8 ont été nouvellement immatriculés en Allemagne. Avec 6 407 unités, 2019 a été l’année la plus réussie en termes de ventes. En France, en 2021, il s'est vendue 522 exemplaires d'Audi Q8.

## Concept car
Audi a présenté le concept car Audi Q8 Concept au salon de Détroit 2017, qui préfigure la version de série, équipé d'une motorisation hybride rechargeable essence.
Le Q8 Concept est motorisé par un V6 3 L TFSI développant 333 ch et 500 N m de couple, accouplé à un moteur électrique de 100 kW (136 ch) et 330 N m de couple, lui-même associé à une batterie de lithium-ion de 17,9 kWh. Cet ensemble technique permet au Q8 Concept de bénéficier d'une puissance cumulée de 450 ch et d'un couple de 700 N m. Le SUV bénéficie d'une autonomie de 60 km en mode électrique, avec des rejets de CO2 de 53 g/km.
Le concept car reçoit des jantes de 23 pouces, tandis qu'à l'intérieur le tableau de bord est équipé du virtual cockpit 100 % numérique et d'un écran de 12,3 pouces sur la planche de bord.